# ベティ・オキノ
ベティ・オキノ（Elizabeth Anne ("Betty") Okino, 1975年6月4日 - ）は、ウガンダ出身のアメリカ合衆国の元体操競技選手で女優。1992年バルセロナオリンピックの体操競技女子団体で銅メダルを獲得した。

## 経歴
ウガンダ人の父親とルーマニア人の母親の間に生まれた。9歳の時にアフリカから家族と共にアメリカに移住し、体操を始めた。比較的遅い年齢から体操を始めたにもかかわらず、わずか4年後の1988年には全米ジュニア選手権で17位となる実力を身につけた。1990年にヒューストンへ移り、ベラ・カロリーとマルタ・カロリー夫妻の指導を受けるようになった。その年の全米選手権では個人総合で2位、平均台で優勝、ゆかで4位、段違い平行棒で5位に入った。この年アメリカ代表としてグッドウィルゲームズにも出場し、団体で銀メダル、個人総合で4位、段違い平行棒で種目別決勝に残った。
1991年にインディアナポリスで行われた世界体操競技選手権では団体で銀メダル、平均台で銅メダルを獲得、アメリカンカップでは個人総合、跳馬、段違い平行棒で優勝している。
1992年の世界体操競技選手権でも段違い平行棒で銀メダルを獲得、平均台で8位に入ったが、脊髄を痛めて同年の全米選手権、1992年バルセロナオリンピック選考会を欠場したものの、アメリカ体操協会による特別選考会での演技によりオリンピック代表に選ばれた。彼女はシャノン・ミラー、ドミニク・ドーズ、ウェンディ・ブルース、ケリー・ストラグ、キム・ズメスカルと共にオリンピックでアメリカは女子団体でオリンピックの体操競技初のメダル（銅メダル）を獲得した。また個人総合で12位、平均台で6位に入った。
現役引退後、彼女はイリノイ州エルムハーストへ戻り高校を卒業、オクラホマ大学へ進学した。
その後、カリフォルニア州のシーワールドでの World Rhythm on Ice というショーでのパフォーマンスやテレビショーに出演するようになった。また、『モエシャ』などのテレビドラマや『イーオン・フラックス』などの映画作品にも出演している。

## 人物
好きなスポーツ映画として『ルディ』を、好きなスポーツ選手としてマイケル・ジョーダンを挙げている。